# Гезер (региональный совет)
Гезер (ивр. גזר‎) — региональный совет в Центральном округе Израиля, основанный в 1949 году и расположен между городами Модиин, Реховот и Рамле.
В состав регионального совета входит 25 населенных пунктов, большинство из которых мошавы. На территории регионального совета расположено 10 школ.

## История
Название регионального совета восходит к названию древнего библейского города Тель-Гезер, который находится на территории регионального совета.

## Население
По статистическим данным Центрального статистического бюро Израиля население регионального совета на 2024 год составляет 27 834 человек.

## Границы совета
Региональный совет Гезер ограничен следующими административными единицами:
- С севера: Модиин-Маккабим-Реут, Рамле, Беер-Яаков и региональный совет Хевель-Модиин
- С востока: региональный совет Мате-Биньямин
- С юга: региональный совет Мате-Йехуда и региональный совет Нахаль-Сорек
- С запада: Реховот, Нес-Циона и Региональный совет Бренер